# Victoria Yeates
Victoria Natalie Yeates (* 19. April 1983 in Bournemouth, Dorset) ist eine britische Theater- und  Filmschauspielerin.

## Biografisches
Als Kind praktizierte Victoria Yeates Ballett. Sie abvolierte eine Ausbildung zur Schauspielerin an der Royal Academy of Dramatic Art in London, die sie 2006 abschloss. Anschließend sammelte sie erste berufliche Erfahrungen in Theaterstücken und machte sich dadurch einen Namen als Bühnenschauspielerin. Außerdem ging sie 2017 als Teil einer Wanderaufführung von Arthur Millers Stück Hexenjagd auf Tour.
2010 spielte Yeates erstmals eine Fernsehrolle in einer Episode der Serie Lip Service. Ab 2014 konnte sie ihren Bekanntheitsgrad mit der Rolle der Schwester Winifred in der Dramaserie Call the Midwife – Ruf des Lebens steigern. In den Fantasyfilmen Phantastische Tierwesen: Grindelwalds Verbrechen (2018) und Phantastische Tierwesen: Dumbledores Geheimnisse (2022) verkörperte sie zudem die Rolle der Bunty.
2016 lernte Yeates während des Drehs einer Weihnachtsepisode von Call the Midwife in Südafrika Paul Housden kennen, den sie 2018 heiratete.

## Filmografie
- 2010: Lip Service (Fernsehserie, 1 Episode)
- 2010: Holby City (Fernsehserie, 2 Episoden)
- 2011: Scared Crow (Kurzfilm)
- seit 2014: Call the Midwife – Ruf des Lebens (Call the Midwife, Fernsehserie)
- 2017: The Alarm (Kurzfilm)
- 2017: Magic Hour 4
- 2018: Phantastische Tierwesen: Grindelwalds Verbrechen (Fantastic Beasts: The Crimes of Grindelwald)
- 2018: Christmas Bull (Kurzfilm)
- 2021: A Discovery of Witches (Fernsehserie, 3 Episoden)
- 2022: Phantastische Tierwesen: Dumbledores Geheimnisse (Fantastic Beasts: The Secrets of Dumbledore)